# الواح بهائی
قسمتی از متون بهائی مکتوباتی است که بهاءالله شارع دین بهائی برای پیروانش می‌فرستاد و در خلال این مکتوبات تعالیم بهائی را برای پیروانش شرح می‌داد. این مکتوبات در میان بهائیان به «لوح» مشهورند. در دین بهائی بیش از شانزده هزار لوح موجود است. که از آن جمله می‌توان به الواحی خطاب به سلاطین عالم اشاره نمود.

## منبع
- نوزده هزار لغت